# هیچهم، سافک
هیچهم (به انگلیسی: Hitcham) یک روستا و محله مدنی در بریتانیا است که در Babergh واقع شده‌است. هیچهم ۷۷۴ نفر جمعیت دارد.